# Calypso Rose

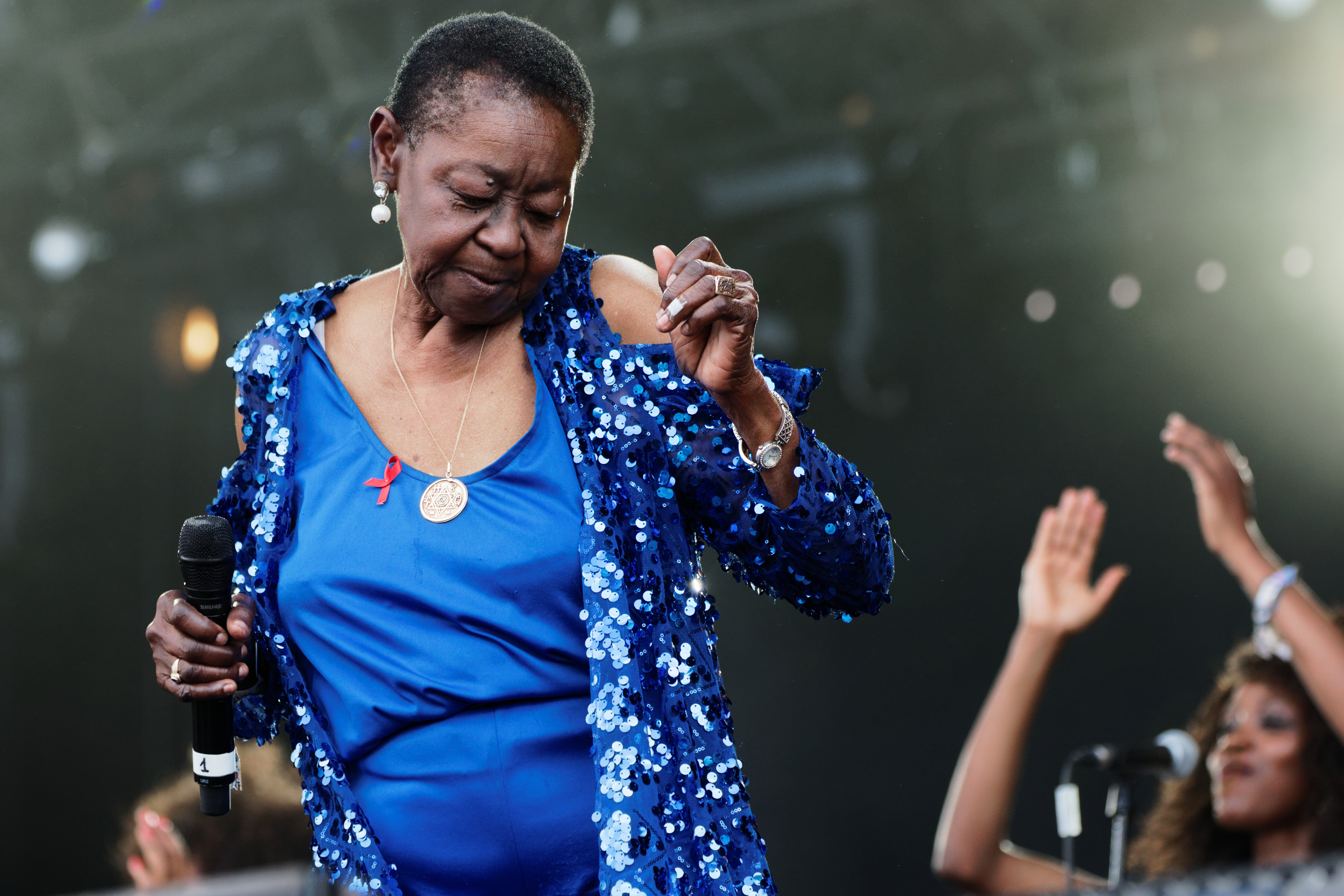
Calypso Rose (2016)

Calypso Rose (eigentlich Rose McCartha Linda Sandy Lewis, * 27. April 1940 in Bethel) ist eine trinidadische Calypso-Musikerin, die als erste Frau in diesem männlich geprägten Genre Fuß fasste und es in der Folge zu zahlreichen Auszeichnungen brachte.

## Karriere
Sandy Lewis wurde am 27. April 1940 in Bethel im Parish Saint Patrick auf Tobago als fünftes von elf Kindern eines Fischers geboren. Zunächst wohnte sie mit ihren Eltern und ihren Geschwistern in einer Zwei-Schlafzimmer-Wohnung in Bethel. Mit neun Jahren wurde sie in die Obhut eines Onkels in Barataria auf Trinidad gegeben. 
Während Calypso-Musik in ihrem streng religiösen Elternhaus auf Tobago verpönt war, war sie im Umfeld ihrer Verwandten in Barataria allgegenwärtig. Sandy Lewis hatte eine musikalische Ausbildung genossen und interessierte sich für das Genre. 1955 schrieb sie ihren ersten Calypso. 1956 besuchte der frisch gewählte Chief Minister und spätere erste Premierminister des unabhängigen Trinidad Eric Williams Tobago und verfolgte eine Gesangsvorführung von Sandy Lewis, die zu Besuch in ihrer Heimat war. Er ermunterte sie, entgegen den sozialen Normen der Zeit als Frau in einem von Männern dominierten Calypsozelt aufzutreten. Zurück auf Trinidad setzte Sandy Lewis den Gedanken um und begann, unter dem Namen „Crusoe Kid“ zur Karnevalszeit in Calypsozelten zu singen, zunächst als „Helper“ auf Aushilfsbasis, später als festangestellte Sängerin mit erfolgsabhängigem Gehalt. Der Bühnenname „Calypso Rose“ wurde ihr von dem erfolgreichen Calypsonian Mighty Spoiler verliehen. Sie war von Anfang an Anfeindungen insbesondere seitens kirchlicher Organisationen ausgesetzt – die männlichen Calypsonians umgab stets ein Ruf exzessiven Lebensstils und sexueller Affären, sodass Auftritte von Frauen in Calypsozelten als unschicklich angesehen wurden. Die einflussreichen Tageszeitungen Trinidad Guardian und Evening News bezeichneten Calypso Rose als „Queen of Smut“, „Königin des Schmutzes“. Da Sandy Lewis ihre Songs so wie alle erfolgreichen Calypsonians selbst schrieb und darüber hinaus Gitarre und Keyboards beherrschte, wurde sie aber in der männlich geprägten Calypsonian-Szene akzeptiert und arbeitete beharrlich weiter an ihrer Karriere. 1963 gab sie erstmals Konzerte im Ausland, wobei sie auf Saint Thomas den Calypso-King-Wettbewerb der Amerikanischen Jungferninseln gewann. Ab 1967 nahm sie auch in Trinidad an den prestigeträchtigen jährlichen Wettbewerben teil. 1969 wurde sie während des laufenden Road-March-Wettbewerbs von der Kirche gedrängt, Textzeilen ihres Wettbewerbstitels Sweet Pudding Man auszutauschen, was ihr dennoch nicht den Sieg brachte. Auf Nachfragen erörterte ihr die Wettbewerbsjury, dass man den Wettbewerb als Frau nicht gewinnen könne. Calypso Rose ließ sich von dieser Ansage nicht beeindrucken. 1970 sorgte der Erfolg ihres Titels No Madame, der sich mit den Arbeitsbedingungen von weiblichen Hausangestellten auseinandersetzte, in Trinidad für eine Gesetzesänderung zugunsten dieser Berufsgruppe.
Calypso Rose schrieb auch für andere Künstler Songs, so 1973 unter dem Pseudonym „McCarth Lewis“ den Song Wah She Go Do für das Album Takin’ My Time von Bonnie Raitt. 1975 erhielt sie für ihre Single Do Dem Back eine Goldene Schallplatte. 1977 gewann sie mit dem Titel Give More Tempo als erste Frau den Carnival Road March, einen der beiden großen jährlichen trinidadischen Musikwettbewerbe. Auch im Folgejahr gewann sie den Titel. 1978 gelang ihr mit den Titeln I Thank Thee und Her Majesty außerdem der Gewinn des zweiten großen Wettbewerbs Calypso King, der ihretwegen seit diesem Jahr Calypso Monarch heißt. An weiteren Wettbewerben nahm sie nicht mehr teil. 1978 erschien der Spielfilm Bacchanal Time des trinidadischen Regisseurs Kamalo Deen, zu dessen Soundtrack Calypso Rose Stücke beisteuerte und in dem sie (als sie selbst) auftrat.
In den 1980er-Jahren wurde das Musikgenre Calypso im karibischen Raum mehr und mehr vom Soca verdrängt, was Calypso Roses Popularität zurückgehen ließ. Sie veröffentlichte in dieser Dekade statt Alben primär EPs mit je sechs Stücken. Das hing damit zusammen, dass Calypsonians hauptsächlich saisonal arbeiten und neue Stücke kurz vor der Karnevalszeit im Februar veröffentlichen. Dadurch erhielten einzelne Titel vollständiger Alben oft wenig Airplay. Calypso Rose begründete deshalb aus Effizienzgründen den Trend zu Calypso-EPs anstelle von kompletten Alben. Sie verlegte ihren Schwerpunkt weg vom saisonal geprägten Geschäft auf Trinidad und trat verstärkt ganzjährig in Nordamerika und Europa auf, insbesondere aber im zentralamerikanischen Belize, wo sie sich eine größere Fangemeinde erschloss. 1982 erhielt sie die Ehrenbürgerschaft des Landes. 1991 erschien der Dokumentarfilm One Hand Don’t Clap der US-amerikanischen Regisseurin Kaveri Kaul, der Leben und Karriere des Komponisten Lord Kitchener und von Calypso Rose zum Inhalt hat. 1993 wurde ihr bei den Caribbean Music Awards in New York ein „Lifetime Achievement Award“ für ihre Verdienste rund um den Calypso zuteil. Außerdem erhielt sie die Schlüssel zur Stadt der kanadischen Stadt St. Catharines, 2003 die Schlüssel der US-amerikanischen Stadt Lauderdale Lakes. 2011 erschien der Dokumentarfilm Calypso Rose: The Lioness of the Jungle der kamerunischen Regisseurin Pascale Obolo, der das Leben und die Karriere von Calypso Rose porträtiert und Musikerkollegen wie Destra Garcia oder Mighty Sparrow zu Wort kommen lässt. Im selben Jahr wurde ihr vom trinidadischen Staat die Hummingbird Medal in Gold verliehen. 2014 wurde ihr die Ehrendoktorwürde der University of the West Indies (UWI) zuteil.
2016 veröffentlichte sie ihr Album Far From Home, das zum Teil in Zusammenarbeit mit Manu Chao produziert worden war. Ebenfalls 2016 trat sie auf dem Roskilde-Festival auf und erhielt den WOMEX Award for Artists. Far From Home wurde bei den französischen Victoires de la Musique 2017 Album des Jahres in der Kategorie „World Music Album“ und brachte Calypso Rose in Frankreich eine Platin-Schallplatte ein. Bereits die Goldene Schallplatte für Far From Home war die erste für ein Album eines Künstlers aus Trinidad und Tobago. Noch 2017 wurde ein Flugzeug des Typs Boeing 737 der Caribbean Airlines nach ihr benannt. Im selben Jahr wurde ihr der höchste Orden ihres Heimatlandes, der Order of the Republic of Trinidad and Tobago, verliehen. 2019 trat sie mit 78 Jahren beim Coachella-Festival in Kalifornien auf. Im selben Jahr wurde in Scarborough auf Tobago ein Museum mit Ausstellungsstücken zur Karriere von Calypso Rose und dem Calypsonian Mighty Shadow, der ebenfalls seine Jugend auf Tobago verbracht hatte, eröffnet.

## Stil und Rezeption

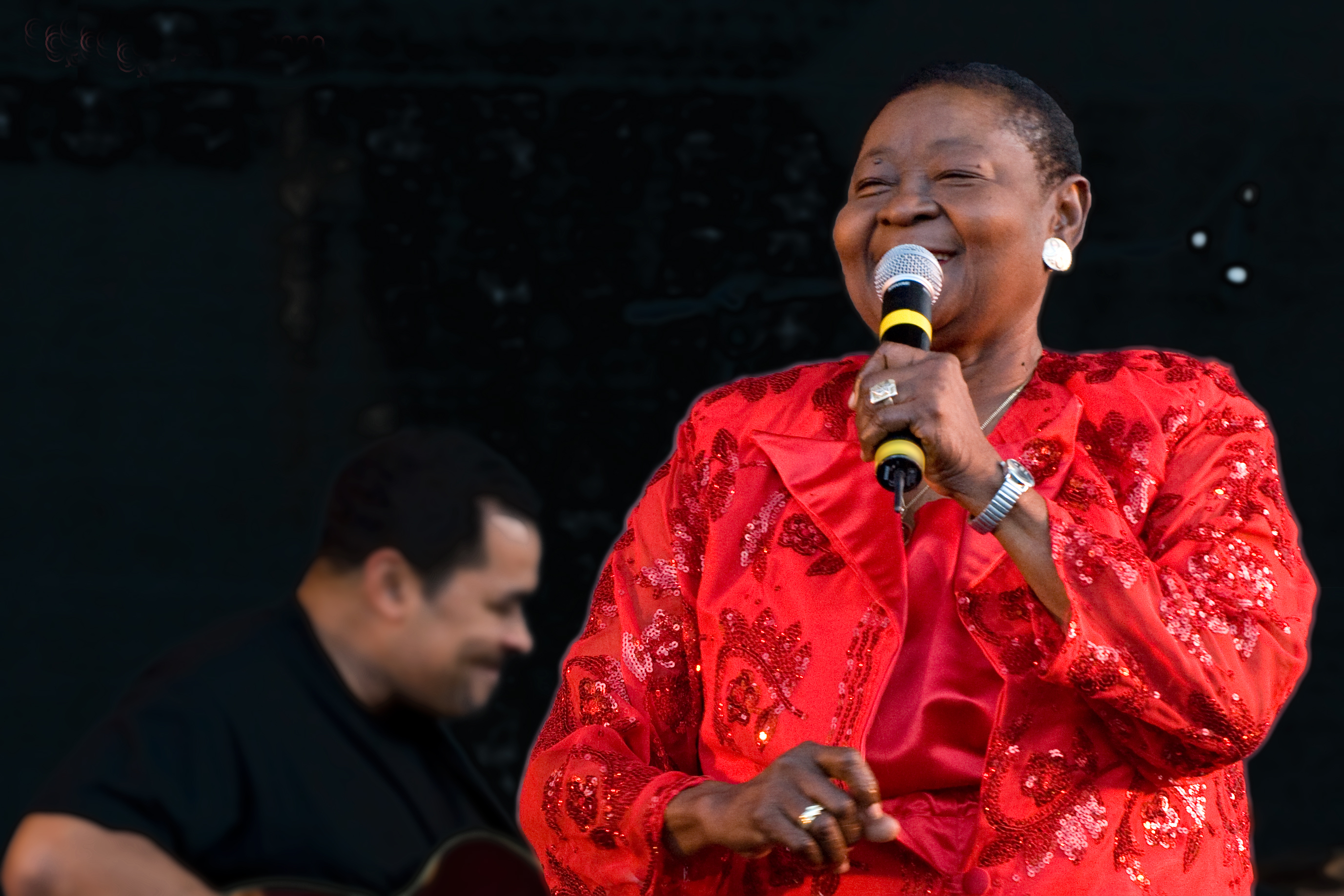
Calypso Rose (2011)

Zu Beginn ihrer Karriere schrieb Calypso Rose klassische Calypso-Stücke und übernahm dabei die Tradition männlicher Calypsonians, sexuelle Anspielungen und Zweideutigkeiten in ihre Texte zu integrieren, die sie durch laszive Bühnenshows unterstrich. Diese in Trinidad bis dahin undenkbare Vorgehensweise erhöhte ihre Popularität, führte jedoch zu Beginn ihrer Karriere zu massiven Anfeindungen in frauenrechtlichen Kreisen. In den 1970er-Jahren war Calypso Rose dann die erste erfolgreiche Frau im bis dahin vollständig von Männern dominierten Calypso-Genre, das der US-amerikanische Musikethnologe Shannon Dudley als „notorisch sexistisch“ bezeichnet. Damit gilt sie als Wegbereiterin für spätere weibliche Calypsonians wie Denyse Plummer oder Singing Sandra. Sie benennt Mighty Sparrow als prägenden Einfluss ihrer Musik und bezeichnet ihn als ihren „Mentor“. Im Laufe ihrer Karriere passte Calypso Rose ihre Musik häufiger aktuellen Trends an. Ivan Duran, Produzent des Albums Far From Home, sieht in ihrer Musik der 1970er- und 1980er-Jahre Elemente eines „elektronischen Soca“. Allmusic bezeichnete die Musik als Percussion- und Bläser-lastig und zog Vergleiche zum antiguanischen Calypsonian Mighty Swallow. Das britische Musikmagazin The Quietus stellte heraus, dass Calypso Rose das Genre Calypso nicht zuletzt durch ihre Kollaborationen mit Bob Marley und Michael Jackson einem größeren Publikum bekannt gemacht habe. Im Rahmen diverser Tonträger, die Calypso Rose wegen ihrer dortigen Popularität speziell für ihr Publikum in Belize aufnahm, entstanden in den 1980er-Jahren auch EPs mit Punta Rock. In den 1990er-Jahren veröffentlichte Calypso Rose reine Soca-Alben. 1999 veröffentlichte sie mit Jesus Is My Rock ein Gospel-Album. Das im Jahr 2000 erschienene Album Ringbang Queen beschäftigt sich mit dem auf Barbados entstandenen Fusion-Genre Ringbang.
Der britische Guardian sieht in Calypso Roses Comeback in den 2010er-Jahren auch eine stilistische Zäsur. Während die zusammen mit Manu Chao komponierten Stücke „langsam brennende Stücke in Moll“ seien, sei ihr Werk aus den 1970er-Jahren eher zum Feiern geeignet und euphorisch, teils „aufständisch“ und mitunter mit leichten Ska-Anleihen.
Calypso Roses Texte behandeln, wie im Calypso üblich, politische und soziale Themen. Stücke auf Far From Home handeln beispielsweise von häuslicher Gewalt gegen Frauen und kulturellen Identitätskrisen. Insbesondere ihre frühen Texte nehmen mitunter eine afrozentrische Perspektive ein, was der kanadischen Musikethnologin Jocelyne Guilbault zufolge auf ihre ethnische Herkunft und den afrokreolischen Nationalismus in Trinidad im Anschluss an die Unabhängigkeit des Landes 1962 zurückzuführen ist. Allmusic bezeichnete die Texte als „vom Wesen her oft feministisch“.

„Years gone by, the whole of the Caribbean was highly religious. And in Tobago where I come from they figured (especially the women’s groups and the churches) that a woman singing calypso is no woman at all.“

## Privates
Vorfahren von Sandy Lewis stammen mütterlicherseits aus dem Gebiet des heutigen Guinea und väterlicherseits aus Südafrika. 1977 zog sie nach New York und arbeitete dort lange Zeit hauptberuflich als Kriminologin. Sie gehört wie ihre Eltern dem Spiritual-Baptist-Glauben an und ist seit 1987 ordinierte „minister“, eine einer Pfarrerin vergleichbare Position. Sie ist in den USA seit 1995 mit einer Frau verheiratet; in ihrem Heimatland war praktizierte Homosexualität bis 2018 strafbar. 1996 musste sie sich einer Brustkrebsoperation unterziehen, 1998 einer Operation wegen eines Magentumors. 2018 erhielt Sandy Lewis einen Diplomatenpass ihres Heimatlandes.

## Diskografie (Auswahl)
- 1968: Queen Of The Calypso World (Recording Artists)
- 1971: Calypso Queen of the World (WIRL)
- 1972: Sexy Hot Pants (kein Label)
- 1977: Action Is Tight (Charlie’s Records)
- 1978: Her Majesty Calypso Rose (CLO Records)
- 1979: Mass Fever (CLO Records)
- 1980: Ah Cant Wait (2000 AD Records)
- 1980: We Rocking For Carnival (EP, Charlie’s Records)
- 1981: Mass in California (EP, Straker’s Records)
- 1983: Rose Goes Soca Unlimited (EP, Straker’s Records)
- 1983: Trouble (EP, Straker’s Records)
- 1985: Pan in Town (EP, Straker’s Records)
- 1986: Stepping Out (EP, Straker’s Records)
- 1987: On Top of the World (EP, Straker’s Records)
- 1987: Leh We Punta (EP, Straker’s Records)
- 1989: Soca Explosion (EP, Straker’s Records)
- 1990: Soul on Fire (Ebony Records)
- 1992: Rosie Doh Hurt Dem (EP, Straker’s Records)
- 1993: Soca Diva (ICE Records)
- 1993: Breaking the Sound Barrier (EP, Spice Island Records)
- 1996: Tobago (Blue Wave Records)
- 1999: Ringbang Queen (ICE Records)
- 1999: Jesus is my Rock (Rose Records)
- 2008: Calypso Rose (World Village)
- 2016: Far From Home (Because Music)
- 2018: So Calypso! (Because Music)

## Auszeichnungen für Musikverkäufe
| Goldene Schallplatte - Frankreich - 2024: für die Single Calypso Queen - 2025: für die Single Abatina | Platin-Schallplatte - Frankreich - 2018: für das Album Far From Home |

| Land/RegionAuszeichnungen für Musikverkäufe (Land/Region, Auszeichnungen, Verkäufe, Quellen) | Gold     | Platin  | Verkäufe | Quellen         |
| -------------------------------------------------------------------------------------------- | -------- | ------- | -------- | --------------- |
| Frankreich (SNEP)                                                                            | 2× Gold2 | Platin1 | 400.000  | snepmusique.com |
| Insgesamt                                                                                    | 2× Gold2 | Platin1 |          |                 |

## Filmografie
- 1978: Bacchanal Time (als sie selbst)
- 1991: One Hand Don't Clap (Dokumentation)
- 2011: Calypso Rose: The Lioness of the Jungle (Dokumentation)

## Auszeichnungen
- 1975: Medal of Merit Class 2[11]
- 1977: Carnival Road March (mit Give More Tempo)
- 1978: Carnival Road March (mit Come Leh We Jam)
- 1978: Calypso Monarch (mit I Thank Thee und Her Majesty)
- 1982: Ehrenbürgerschaft von Belize
- 1993: Lifetime Achievement Award bei den Caribbean Music Awards
- 2011: Hummingbird Medal in Gold
- 2014: Ehrendoktorwürde der University of the West Indies (UWI)
- 2016: WOMEX Award for Artists
- 2017: Album des Jahres in der Kategorie „World Music Album“ bei den Victoires de la Musique (für Far From Home)
- 2017: Order of the Republic of Trinidad and Tobago
- 2020: Ordre des Arts et des Lettres (Klasse: „Officier“)[27]